# Les Masies de Roda
Les Masies de Roda (spanisch Masías de Roda) ist eine katalanische Gemeinde (Municipio) mit 750 Einwohnern (Stand: 2024) in der Provinz Barcelona im Nordosten Spaniens. Sie liegt in der Comarca Osona. Die Gemeinde besteht neben dem gleichnamigen Hauptort aus den Ortschaften Cases Noves, L’Esquerda, Fontanelles und El Vicenç.
Ursprünglich bildete Les Masies de Roda gemeinsam mit der Nachbargemeinde Roda de Ter die Kommune Sant Pere de Roda.

## Geographie
Les Masies de Roda liegt etwa 75 Kilometer nordnordöstlich von Barcelona in einer Höhe von ca. 515 m am Ter. 

## Demografie
| 1900 | 1930 | 1950 | 1970 | 1981 | 1991 | 2001 | 2011 | 2021 |
| ---- | ---- | ---- | ---- | ---- | ---- | ---- | ---- | ---- |
| 438  | 842  | 896  | 524  | 569  | 624  | 710  | 767  | 701  |

## Sehenswürdigkeiten

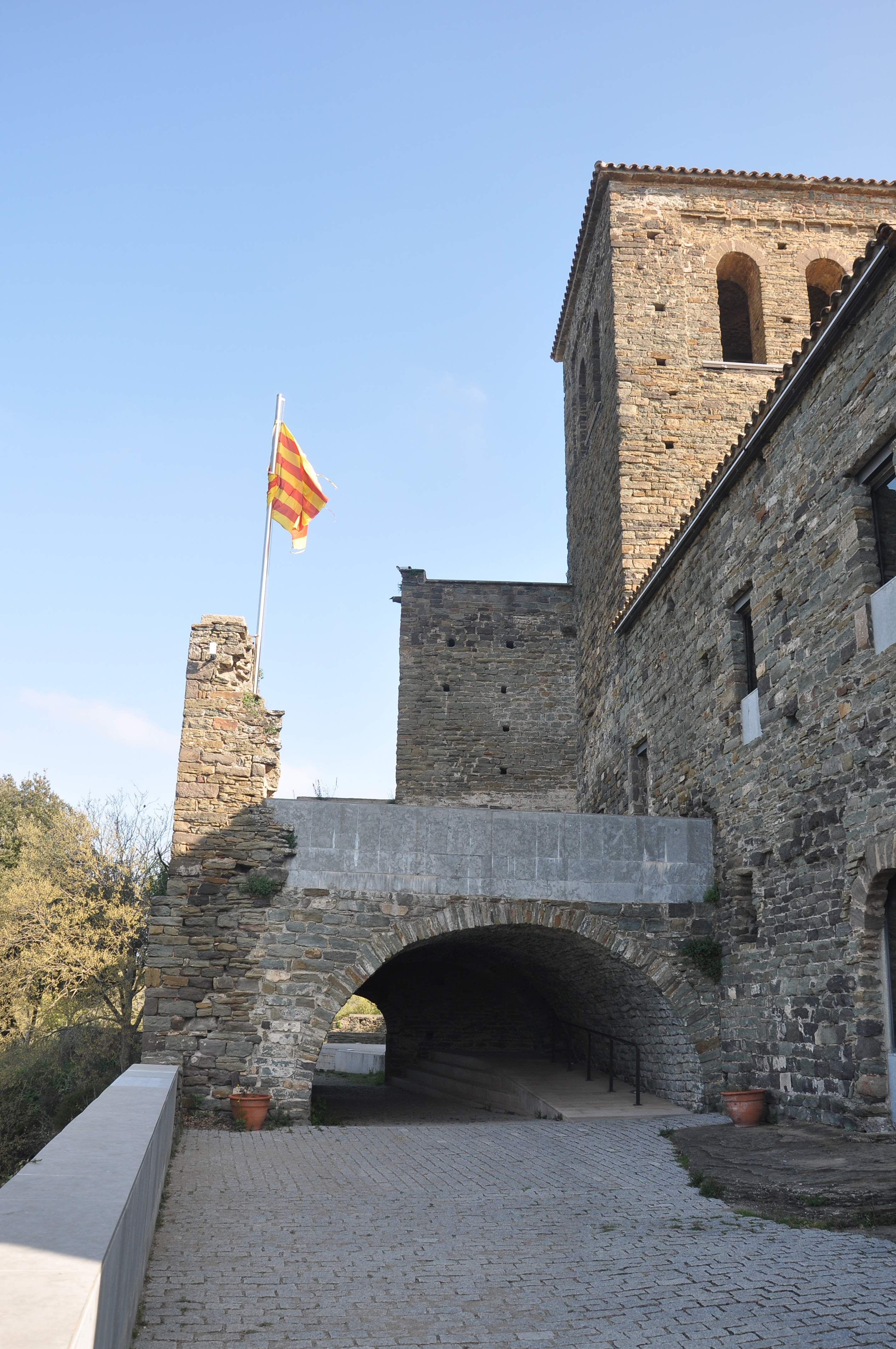
Burgruine
- Bartholomäuskirche
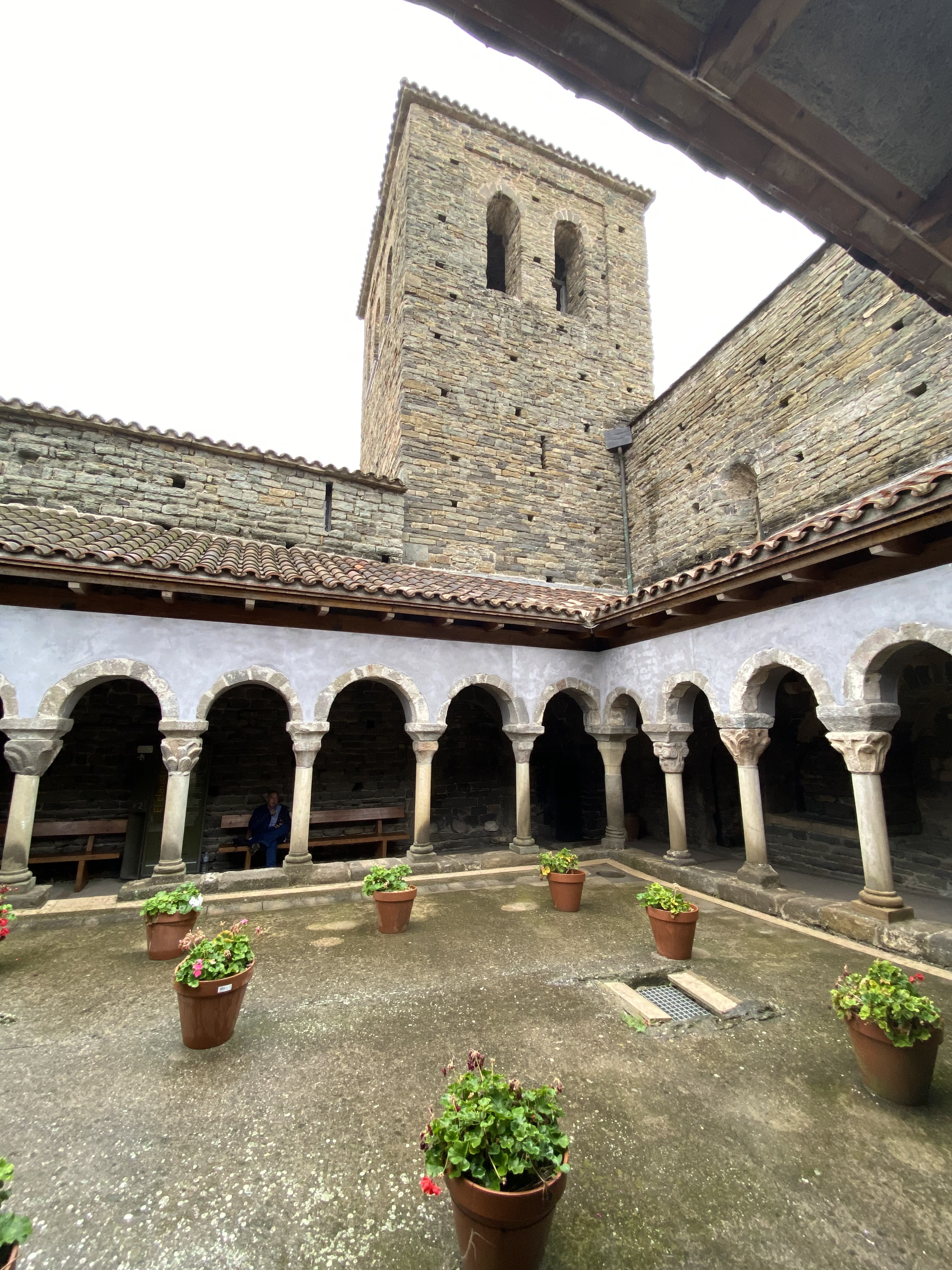
Kloster St. Peter
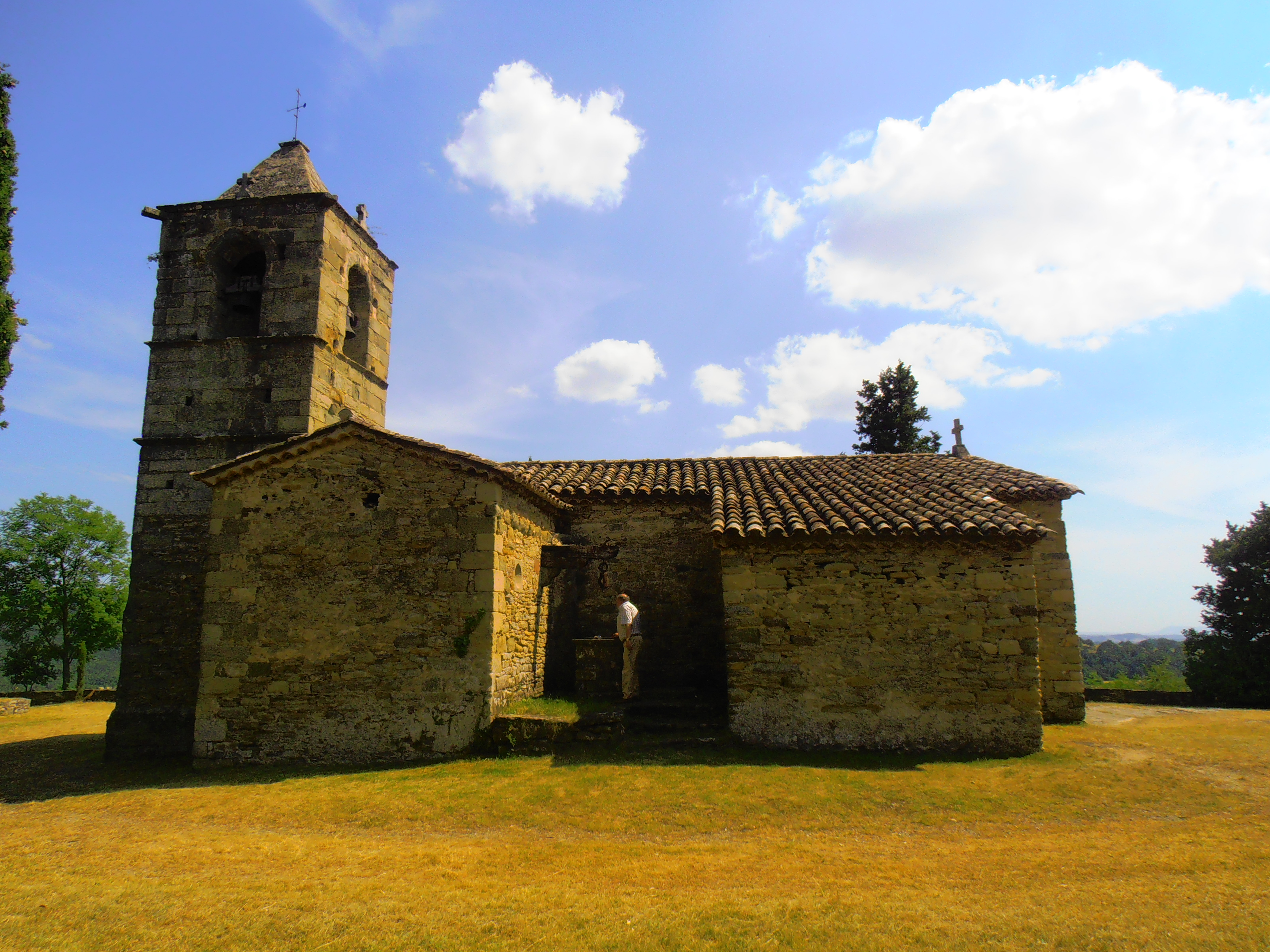
Magdalenenkapelle
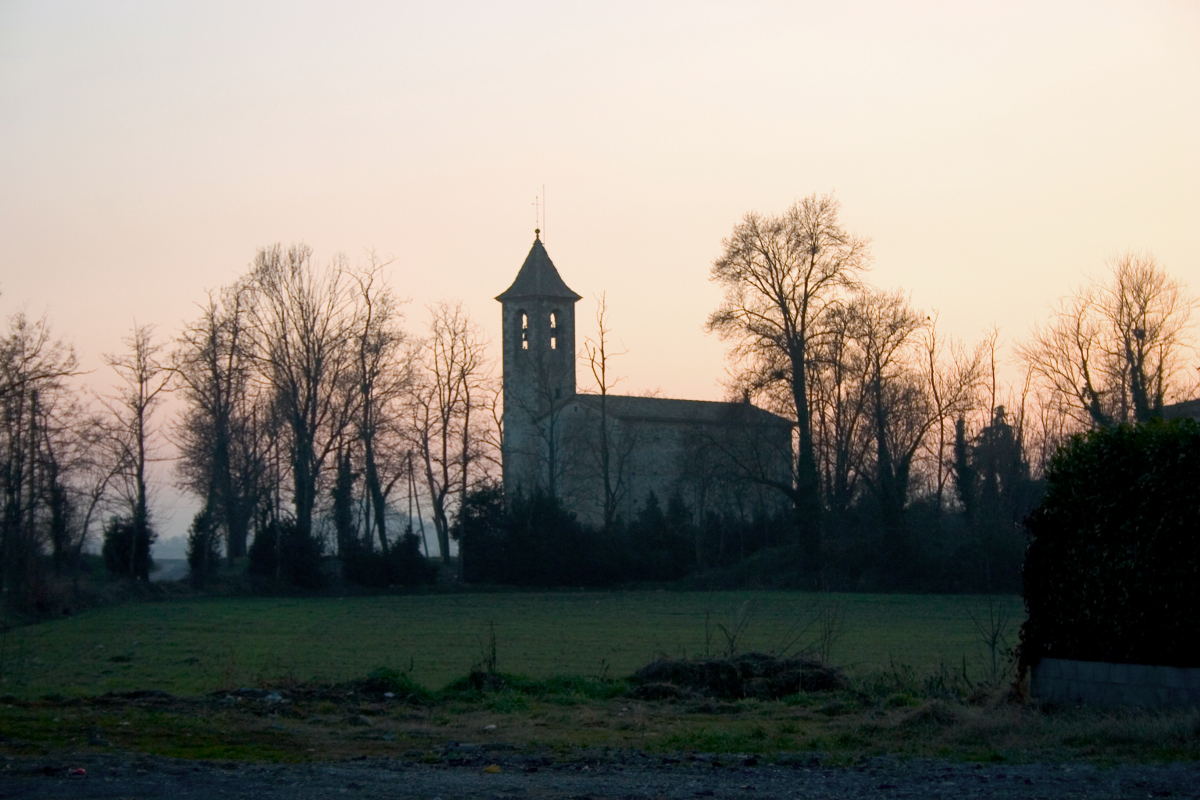
Michaeliskapelle
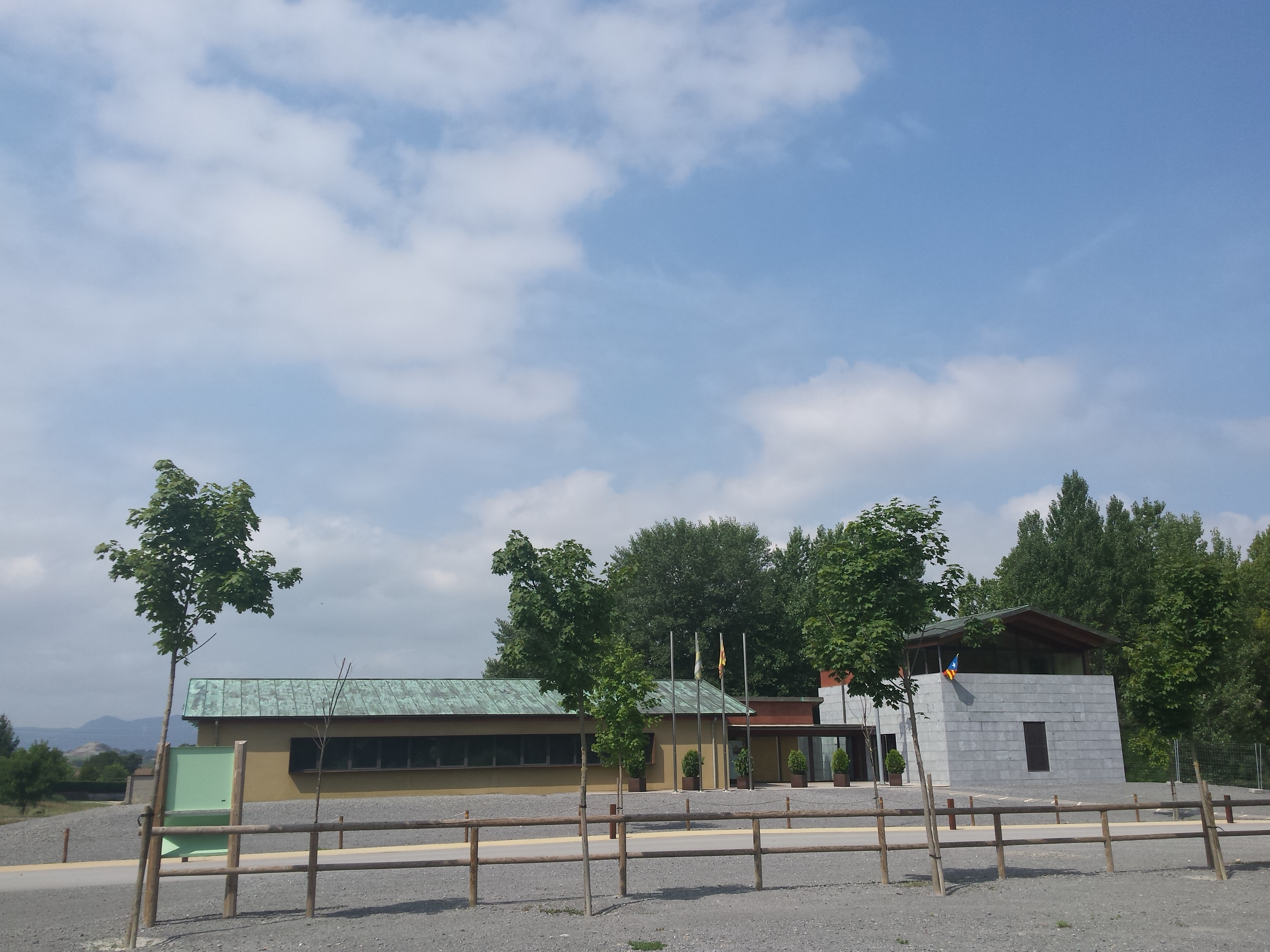
Rathaus

- Burgruine
- Kloster St. Peter
- Magdalenenkapelle
- Michaeliskapelle
- Rathaus

## Persönlichkeiten
- Lluís Gonzaga Jordà i Rossell (1869–1951), Pianist und Komponist